# Fasmide
Fasmidele (Phasmatodea) sunt insecte de talie mare care folosesc drept metodă de apărare camuflajul. Astfel, există două tipuri de fasmide: cele bacilare, care imită aspectul de băț, și cele foliare, care imită aspectul de frunză.
Unele exemplare au capacitatea de clonare. Femelele produc două ovule ce se unesc formând o celulă ou. Din ou va ieși un exemplar cu aceleași trăsături și tot femelă.